# Марк Фослий Флакцинатор (консул)
Марк Фо́слий Флакцина́тор (лат. Marcus Foslius Flaccinator) — консул Древнего Рима 318 года до н. э..
Возможно, Марк Фослий был потомком военного трибуна с консульской властью 433 года до н. э. с тем же именем.
В 318 году до н. э. Марк Фослий был консулом совместно с Луцием Плавтием Венноном.
В 314 году до н. э. диктатор Гай Мений, назначенный для расследования тайных заговоров в Капуе, взял Марка Фослия в качестве начальника конницы. Однако после того как дознание причастных к делу лиц завершилось, Гай Мений стал инициировать дела против знатных римских граждан. Против диктатора и начальника конницы были выдвинуты обвинения в злоупотреблении полномочиями, вследствие чего Гай Мений, а затем и Марк Фослий оставили свои должности. Их обоих привлекли к суду, в ходе которого они блестяще оправдались.
В 313 году до н. э. Марк Фослий во второй раз стал начальником конницы при диктаторе Гае Петелии Либоне Визоле. В Самнии они приняли у консулов предыдущего года войско, осаждавшее Бовиан.